# Cladonia macrophylliza
Cladonia macrophylliza är en lavart som beskrevs av Vain. Cladonia macrophylliza ingår i släktet Cladonia och familjen Cladoniaceae.   Inga underarter finns listade i Catalogue of Life.